# Tristagma sellowianum
Tristagma sellowianum är en amaryllisväxtart som först beskrevs av Carl Sigismund Kunth, och fick sitt nu gällande namn av Hamilton Paul Traub. Tristagma sellowianum ingår i släktet Tristagma och familjen amaryllisväxter. Inga underarter finns listade i Catalogue of Life.